# 安杰拉·泰勒-伊萨琴科
安杰拉·泰勒-伊萨琴科（英語：Angella Taylor-Issajenko，1958年9月28日—），加拿大女子田径运动员。她曾代表加拿大参加1984年和1988年夏季奥林匹克运动会田径比赛，其中1984年奥运会获得一枚银牌。